# Рочестър (Минесота)
Вижте пояснителната страница за други значения на Рочестър.
Рочестър (на английски: Rochester) е град в щата Минесота, САЩ. Рочестър е с население от 98 649 жители (2006 г.), което го прави 3-тия по население в щата Минесота. Рочестър е с обща площ от 103 км² (39,80 мили²). Основан е през 1854 г. Градът е кръстен на едноименния град Рочестър в щата Ню Йорк. Може би най-много е известен с това, че в него се намира световноизвестният болничен комплекс „Клиника Мейо“ (Mayo Clinic).